# One & Dr. Queen
One & Dr. Queen es una banda tributo a Queen, el famoso grupo de rock británico, oriunda de La Plata, Argentina.

## Historia
One & Dr. Queen se formó en el 2000 por un grupo de médicos que además de la profesión compartían su pasión por la música. Jorge Busetto dedicaba su tiempo libre a imitar a Freddie Mercury y había llegado a cantar en fiestas privadas debido a su parecido con este en cuanto a la voz, mientras que Luciano Monti acababa de terminar de grabar el álbum "Tributo a The Police" por lo que juntos emprendieron la difícil tarea de rendir tributo a Queen. A mediados de ese año One contaba con su primera formación y debutan en La Luna, un local de moda en esa época ante unas 600 personas en la Ciudad de La Plata. En octubre de 2000, y luego de numerosos shows en dicha ciudad, la banda participa de un Recital a Beneficio del Hospital Romero que se realizó en el Teatro Municipal Coliseo Podestá ante unas 900 personas donde fueron los encargados de cerrar el espectáculo. 
En noviembre de 2002, y tras haber realizado numerosas presentaciones con gran éxito, la banda se presenta por primera vez en la ciudad de Buenos Aires, en La Trastienda, prestigioso local donde supieron cautivar al público de la capital Argentina.
Los Integrantes se vieron entonces en la necesidad de tomar una decisión, ya que el éxito de la banda y la exigencia del público demandaba una dedicación exclusiva a la misma, por lo que deciden dejar sus trabajos y así dedicarse completamente a la música, excepto Luciano Monti quien decide alejarse del grupo en junio de 2004 para continuar con su profesión de médico.
Es en este momento cuando ONE comienza la búsqueda de su nuevo baterista pasando unos cinco e intercalando músicos espléndidos fanáticos de Queen, dando así un dinamismo a la banda pocas veces visto, al igual que su bajista, quedando así completa la formación actual del grupo. Durante los años siguientes el grupo continuo creciendo a un ritmo inesperado realizando espectáculos en grandes teatros de la Capital Argentina como el Teatro Opera y el Teatro Astral. En 2016, la banda realiza un concierto en el Teatro Coliseo Podestá para celebrar el 30.º aniversario del concierto de Queen en el Wembley Stadium.
Actualmente se encuentran en la producción de un nuevo álbum que incluirá 4 temas de Queen, y 8 temas propios del mismo estilo, en inglés entre los cuales se encuentra una interpretación del Himno Nacional Argentino en inglés.

## Miembros
- Jorge Busetto (Freddie Mercury) - voz - piano - guitarra
- Álvaro navarro kahn - (Brian may) - Guitarras, pianos, arreglos, coros.
- Daniel Ronchetti (John Deacon) - bajo, coros
- Diego Ares (Roger Taylor) - Batería, coros

## Discografía

### Álbumes
- ONE, Tributo a Queen - 2002
- QUEEN by ONE, Live at Wembley 86 - 2002 Grabado en vivo el 16 de agosto de 2002
- " RETURN OF THE MAGIC" - 2009

### Sencillos
- Himno Nacional Argentino en idioma inglés - 2008